# Heathured
Pour l'évêque de Worcester, voir Heathored.
Heathured est un prélat anglo-saxon du début du IXe siècle. Il est évêque de Lindisfarne de 821 à sa mort, en 830.